# Цахоурек, Берта
Берта Цахоурек (нем. Berta Zahourek, 3 января 1896 — 14 июня 1967) — австрийская пловчиха, призёр Олимпийских игр.
Берта Цахоурек родилась в 1896 году в Вене. В 1912 году на Олимпийских играх в Стокгольме она завоевала бронзовую медаль в эстафете 4×100 м вольным стилем; также она приняла участие в соревнованиях на дистанции 100 м вольным стилем, но не завоевала медалей.